# Авьон (кантон)
Авьон (фр. Avion) — кантон во Франции, находится в регионе О-де-Франс, департамент Па-де-Кале. Входит в состав округа Ланс.

## История
До 2015 года в состав кантона входили коммуны:
- Авьон
- Мерикур (частично)

В результате реформы 2015 года  состав кантона был изменен.

## Состав кантона с 22 марта 2015 года
В состав кантона входят коммуны (население по данным Национального института статистики за 2018 г.):
- Авьон (17 583 чел.)
- Ашвиль (615 чел.)
- Мерикур (11 346 чел.)
- Салломин (9 654 чел.)

## Политика
На президентских выборах 2022 г. жители кантона отдали в 1-м туре Марин Ле Пен 41,5 % голосов против 22,6 % у Жана-Люка Меланшона и 15,3 % у Эмманюэля Макрона; во 2-м туре в кантоне победила Ле Пен, получившая 63,1 % голосов. (2017 год. 1 тур: Марин Ле Пен – 38,0 %, Жан-Люк Меланшон – 32,1 %, Эмманюэль Макрон – 12,2 %, Франсуа Фийон – 5,9 %; 2 тур: Ле Пен – 57,4 %. 2012 год. 1 тур: Марин Ле Пен — 28,5 %, Франсуа Олланд — 28,3 %, Николя Саркози — 11,9 %; 2 тур: Олланд — 68,2 %).
С 2015 года кантон в Совете департамента Па-де-Кале представляют вице-мэр города Салломин Одри Дотриш-Демере (Audrey Dautriche-Desmarai) и мэр города Авьон Жан-Марк Телье (Jean-Marc Tellier) (оба — Коммунистическая партия).
|                | Кандидаты                         | Партия                   | Первый тур | Первый тур     | Второй тур | Второй тур |
| Кол-во голосов | Кандидаты                         | Партия                   | % голосов  | Кол-во голосов | % голосов  |            |
| -------------- | --------------------------------- | ------------------------ | ---------- | -------------- | ---------- | ---------- |
|                | Одри Дотриш-Демере Жан-Марк Телье | Коммунистическая партия  | 5 436      | 60,74          | 6 215      | 69,22      |
|                | Лоран Дассонвиль Натали Пьяновски | Национальное объединение | 2 630      | 29,39          | 2 763      | 30,78      |
|                | Жереми Дюкатийон Анни Фланкар     | Республиканцы            | 611        | 6,83           |            |            |
|                | Шема Лусиф Абдельлатиф Эльасри    | Прочие                   | 273        | 3,05           |            |            |

|                | Кандидаты                                 | Партия                      | Первый тур | Первый тур     | Второй тур | Второй тур |
| Кол-во голосов | Кандидаты                                 | Партия                      | % голосов  | Кол-во голосов | % голосов  |            |
| -------------- | ----------------------------------------- | --------------------------- | ---------- | -------------- | ---------- | ---------- |
|                | Одри Дотриш Жан-Марк Телье                | Левый фронт                 | 5 388      | 39,42          | 7 833      | 57,38      |
|                | Лоран Дассонвиль Анн Колза                | Национальный фронт          | 5 280      | 38,63          | 5 817      | 42,62      |
|                | Александр Демандрий Лоранс Депортер Резон | Социалистическая партия     | 1 039      | 7,60           |            |            |
|                | Анник Каби Даниэль Соти                   | Правый блок                 | 951        | 6,96           |            |            |
|                | Беренжер Обюртен Жамель Уфкир             | Европа Экология — «Зелёные» | 732        | 5,36           |            |            |
|                | Дени Оке Ловита Оке                       | Вставай, Франция            | 278        | 2,03           |            |            |

|  | Кандидат       | Партия                  | % голосов |
|  | -------------- | ----------------------- | --------- |
|  | Жан-Марк Телье | Коммунистическая партия | 70,79     |
|  | Жан-Люк Мюлье  | Национальный фронт      | 29,21     |

|  | Кандидат     | Партия                  | % голосов |
|  | ------------ | ----------------------- | --------- |
|  | Жак Робитель | Коммунистическая партия | 100,00    |